# Chiến tranh Ōnin
Chiến tranh Ōnin (応仁の乱 (Ứng Nhân chi loạn) Ōnin no Ran) là cuộc nội chiến từ năm 1467 đến năm 1477 thuộc thời kỳ Muromachi ở Nhật Bản. Nguyên cơ là cuộc tranh chấp giữa Hosokawa Katsumoto và Yamana Sōzen nhưng sau leo thang thành cuộc nội chiến, lôi cuốn theo Mạc phủ Ashikaga và rất nhiều lãnh chúa daimyo khắp nước Nhật.

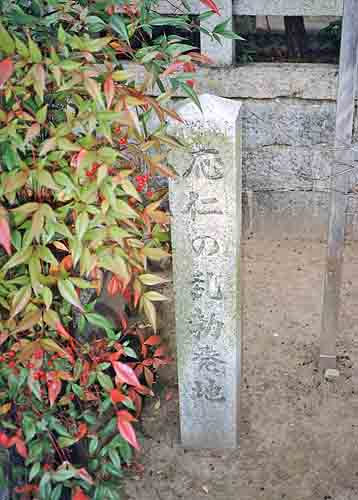
Cột đá đánh dấu khởi điểm của loạn Ứng Nhân

Cuộc chiến mở đầu Sengoku jidai tức "thời đại Chiến quốc" của Nhật Bản. Thời kỳ này chứng kiến cuộc đọ sức dai dẳng và khốc liệt của giới daimyo, gây ra hàng loạt cuộc thanh toán đẫm máu trong giới vọng tộc thống trị nước Nhật. Ba nhân vật xuất chúng trong thời kỳ đó cũng được coi là ba daimyo vĩ đại của thời kỳ Sengoku là Oda Nobunaga, Toyotomi Hideyoshi, và Tokugawa Ieyasu - ba danh tướng đã thống nhất Nhật Bản.

## Nguyên do
Nguyên do cuộc chiến là tranh chấp trong triều đình Nhật Bản để tìm người kế vị cho Shogun (Tướng quân) Ashikaga Yoshimasa. Yoshimasa vì không có con kế nghiệp nên đành chọn người em là Ashikaga Yoshimi, lúc bấy giờ đang tu ở chùa. Yoshimi bèn bỏ chùa, hoàn tục, sửa soạn ra chấp chính. Vào năm 1465, Yoshimasa không ngờ lại sanh con trai, lấy tên là Ashikaga Yoshihisa, gây nên chia rẽ trong Mạc phủ giữa hai anh em Yoshimi và Yoshimasa.
Triều thần Hosokawa thì ủng hộ Ashikaga Yoshimi, tìm cách đưa Yoshimi lên ngôi quyền bính. Yamana thì chống lại, phò ấu quân Yoshihisa. Hai phe khai chiến, đốt phá kinh thành. Shogun Ashikaga Yoshimasa tìm cách can gián nhưng không kiềm chế được. Sang năm 1467 thì các sứ quân ở ngoại trấn cũng nhân dịp đó kết bè cánh thanh toán lẫn nhau để chiếm lấy ưu thế ở địa phương. Cuối cùng không có kẻ thắng người bại vì cả nước đã tan hoang, kiệt sức trong một chuỗi xung đột tưởng như vô tận.

## Các trận giao tranh

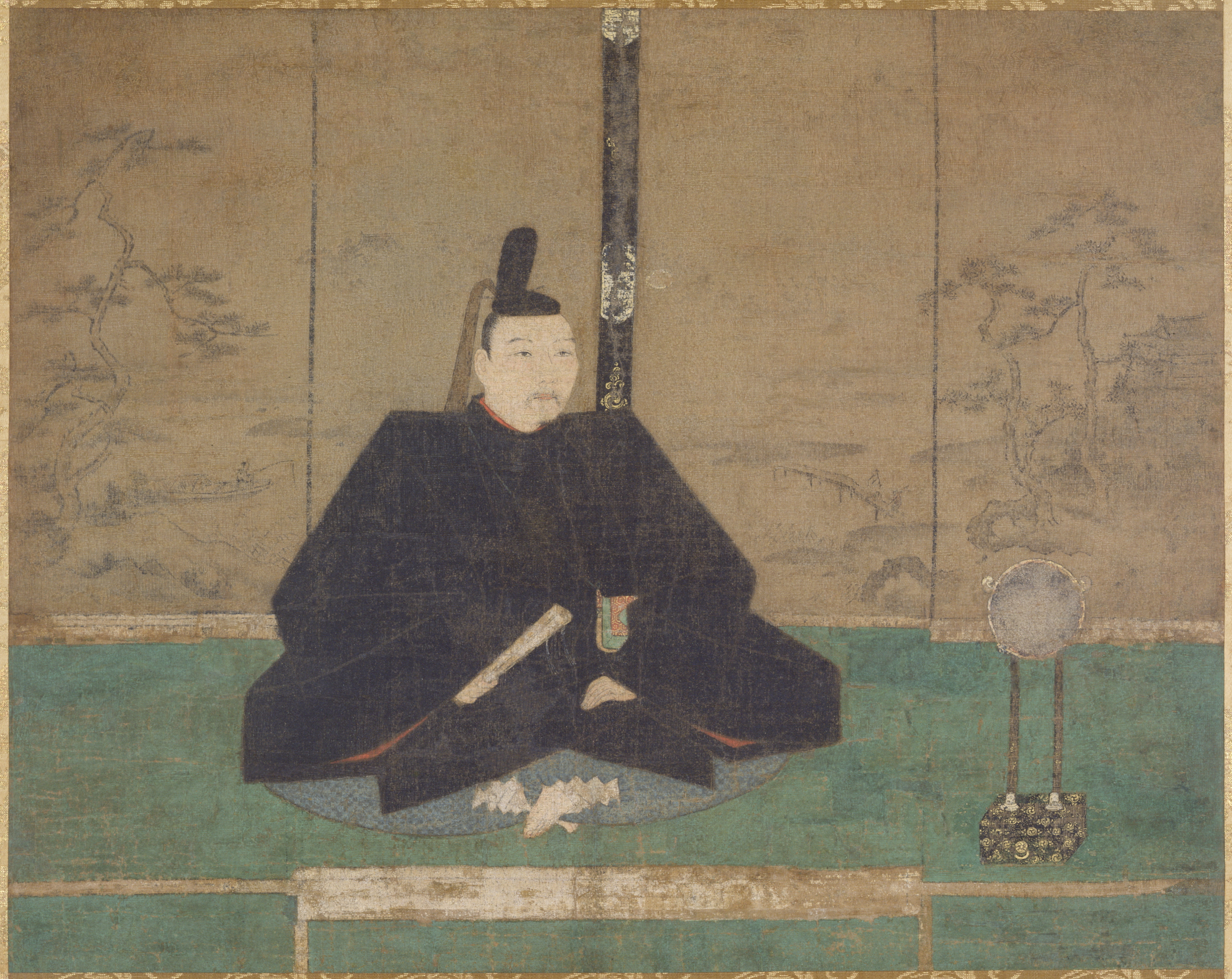
Shogun Ashikaga Yoshimasa, người tại vị khi chiến tranh bắt đầu

Cuộc nội chiến bắt đầu vào tháng 7 năm 1467 và đến tháng 9 thì phía Bắc kinh thành Kyoto bị uy hiếp. Thị dân Kyoto phải tản cư tránh nạn đao binh.
Năm năm sau, tức năm 1473 thì cả hai nhân vật Yamana Sōzen và Hosokawa Katsumoto đều qua đời nhưng cuộc chiến vẫn tiếp diễn. Các phe tham chiến không cách nào dứt ra được. Nhóm Yamana vốn bị coi là "phản tặc" phải tìm cách thoái binh. Ōuchi Masahiro - viên chỉ huy lực lượng Yamana - cuối cùng ra lệnh nổi lửa thiêu rụi bản doanh ở Kyoto rồi rút binh. Kinh đô Kyoto sau đó coi như bỏ ngỏ, phó mặc cho loạn dân và thổ phỉ hoành hành, cướp sạch kho tàng. Cả hai gia tộc Yamana và Hosokawa đều thất bại, không đạt được mục đích chính trị ngoài việc sát hại đối phương.
Trong khi đó thì Shogun Ashikaga hoàn toàn bất lực trước nhiễu nhương đất nước. Khi kinh thành Kyoto ngụt lửa cháy thành tro thì Ashikaga Yoshimasa vẫn mải mê thi phú hoặc say đắm trong giấc mộng xây dựng Ngân Các Tự, hầu tạo ra một công trình kiến trúc tương xứng với Kim Các Tự mà tiên quân, Ashikaga Yoshimitsu cho xây trước đó.
Trong khi chiến tranh Ōnin lan tràn, thái độ điềm nhiên, đến mức thờ ơ của Shogun Ashikaga Yoshimasa tạo tiền lệ cho các daimyo tự tiện gây hấn, thanh toán lẫn nhau mà không bị trung ương kiểm soát. Toàn cõi nước Nhật bị binh lửa tàn phá. Các phe lâm chiến tuy rút khỏi kinh thành Kyoto nhưng ngoài các trấn thì đâu đâu cũng có giao tranh. Ở Yamashiro, gia tộc Hatakeyama chia thành hai phe chém giết lẫn nhau cho đến khi kiệt quệ, không ai thắng bại. Sự bế tắc ở cấp lãnh đạo khiến xung đột lan xuống cấp dưới. Năm 1485 nông dân và ji-samurai (võ sĩ Samurai cấp thấp) nổi dậy, lập đội quân riêng ('Ikki'), đánh đuổi quân của các lãnh chúa. Ikki từ một nhóm võ trang ô hợp trở thành một thế lực đáng kể, để rồi sang năm 1486 lập lỵ sở tự cai trị tỉnh Yamashiro.
Ở các địa phương khác những đội Ikki tự phát xuất hiện. Ở Kaga thì tín đồ Phật giáo phái Tịnh độ chân tông, nhóm Ikkō tự võ trang theo lời chiêu gọi của lãnh chúa Togashi Masachika. Thủ lãnh phái Tịnh độ chân tông là Rennyo còn thu nạp thêm thường dân tăng cường lực lượng. Nhóm này sau lập ra đội Ikkō-ikki riêng và đến năm 1488 thì đánh đuổi cả Masachika, thu phục một vùng rộng lớn. Thành lũy được dựng lên dọc sông Yodo, vừa làm nơi thờ tự, vừa làm tổng hành dinh chỉ huy. Hai trường hợp Ikkō-ikki và Yamashiro-ikki được xem là cuộc cách mạng, đảo ngược thứ tự xã hội với thường dân lên địa vị thống trị và giới quý tộc tụt xuống làm thường dân. Thời kỳ đó tiếng Nhật gọi là gekokujō ("hạ khắc thượng").

## Thời hậu chiến
Kết quả của chiến tranh Ōnin là Mạc phủ Ashikaga bị suy yếu; về mặt triều chính dòng họ Hosokawa nắm được địa vị then chốt làm "Kanrei" (管領; âm Hán Việt: Quản lãnh), quyết đoán mọi việc còn Shogun Ashikaga chỉ làm vì trong khi Hosokawa điều hành ở hậu trường. Khi Yoshitane con của Yoshimi lên ngôi Shogun năm 1490, Hosokawa làm áp lực khiến Yoshitane phải rút lui năm 1493. Ashikaga Yoshizumi được lập làm Shogun còn Yoshitane phải tìm về Yamaguchi, nương náu với dòng họ Ōuchi, một trọng tộc dòng võ tướng.
Năm 1507 Kanrei Hosokawa Masamoto bị ám sát, Shogun Yoshizumi phải bỏ kinh thành Kyoto, mở đường cho Yoshitane về kinh. Nhờ vào lực lượng họ Ōuchi mà Yoshitane chiếm lại ngôi Shogun. Việc triều chính sau đó lại càng rối loạn. Họ Hosokawa chia thành hai phe do hai anh em Takakuni và Sumimoto cầm đầu, tranh nhau chức Kanrei. Sumitomo vì trông cậy vào đám chư hầu cũng rơi vào tình trạng bị phe phái lôi kéo, xúi giục, nên không tự quyết được quốc sự. Chiến tranh Onin với mục đích định đoạn ngôi thứ Shogun tuy đã kết thúc nhưng giao tranh thời Chiến quốc tiếp tục khi các bè phái tranh giành chức Kanrei.
Gia tộc Hosokawa kiểm soát Mạc phủ cho đến năm 1558 thì bị gia đình chư hầu gia tộc Miyoshi phản bội. Nhóm Ōuchi hùng mạnh cũng bị một chư hầu Mōri Motonari tiêu diệt năm 1551. Khi kết thúc thời kỳ Chiến Quốc thì trong số hàng trăm Daimyo lãnh chúa khắp nước Nhật, nay chỉ còn hơn một chục tồn tại. Hậu quả đáng kể nhất của chiến tranh Onin là cuộc nội chiến không ngừng khắp các trấn. Các vọng tộc như Hosokawa và Ouchi ra sức tiêu diệt nhau để cuối cùng Ouchi phải xiêu tán.
Các lãnh chúa daimyo đã phải trả một giá rất đắt trong suốt một thế kỷ giao tranh, làm hao thiệt đất nước. Rút cuộc ba nhân vật vĩ đại xuất hiện để thống nhất Nhật Bản, bắt đầu là Oda Nobunaga, người đã dẹp tan những lực lượng cát cứ từng nhóm một để thống nhất về một mối.

## Nhận định về thời kỳ Chiến quốc
Các sử gia không đồng tình về tên gọi "Chiến Quốc thời đại" (sengoku jidai) vì theo sát nghĩa thì nước Nhật chỉ có một vua, tức Thiên hoàng và Mạc phủ vẫn duy trì địa vị trước cũng như sau. Đúng nghĩa hơn có lẽ đây là thời kỳ "chiến tướng".

## Ōnin Ki
Ōnin Ki (応仁記 Ứng Nhân ký) là một tài liệu cổ viết vào khoảng từ cuối thế kỷ 15 đến giữa thế kỷ 16 (tức 20-80 năm sau cuộc chiến), thuật lại nguyên nhân và hậu quả của chiến tranh gay. Tập truyện ký này ghi rõ chi tiết các chiến lược trong các trận giao tranh và hai nhân vật chính khởi sự, Yamana Sōzen và Hosokawa Katsumoto.
Ōnin Ki được xếp vào loại tiểu thuyết lịch sử (軍記物語; Hán Việt: quân ký vật ngữ) nhưng xét về niên đại thì tác giả rất có thể là chứng nhân của cuộc chiến. Là một tác phẩm khuyết danh, Ōnin Ki biểu hiện rất rõ quan điểm của tác giả khi chỉ nhìn thấy vô vọng trong chiến tranh trước sự hủy hoại hoàn toàn vô lý. Sách này về văn phong có tính đột phá vì các tập truyện ký trước kia chỉ thuật lại những chiến trận một cách khô khan, máy móc. Ōnin Ki thì khác vì nội dung kể lại sự việc nhưng nhấn mạnh mối nhân quan:

"Kinh đô mà chúng ta tin là chốn hưng thịnh muôn đời giờ trở thành hang ổ của loài lang sói. Khu Bắc Toji cũng đã biến thành đống tro tàn... Thương thay thân phận kẻ bề tôi, Ii-o Hikorokusaemon-No-Jou ca câu: 

'Kinh thành trước kia

Nay chốn đồng không, 

Chiền chiện bay lên 

Lệ ta rơi xuống.'"

## Bảng niên đại
Nhiều yếu tố đã góp phần gây nên cuộc chiến Ōnin. Nó không chỉ đơn giản là đại thần ganh nhau gây nên xung đột. Trong mười năm cuộc chiến là ngòi thuốc nổ kéo thêm cơn đại hỏa hoạn thiêu rụi cả một thế hệ. Vì không đoán trước được hậu quả, Mạc phủ ở Kamakura khi nới lỏng những ràng buộc truyền thống trong xã hội Nhật Bản, đã bật ngòi nổi lửa bung ra bao nhiêu xung đột, để rồi cho ra đời nguồn sinh lực mới, tài năng mới, một xã hội mới.
Bối cảnh
- 1443 Ashikaga Yoshimasa lên ngôi Shogun.
- 1445 Hosokawa Katsumoto nắm chức kanrei (Quản lệnh) ở kinh thành Kyoto, dàn xếp chính sự sau hậu trường.
- 1449 Ashikaga Shigeuji nhận nhiệm vụ ở Kantō.
- 1457 Ōta Dōkan xây dựng thành Edo. Ashikaga Masamoto được bổ nhiệm cai trị vùng Kantō.
- 1458 Yoshimasa xây dựng cung Muromachi.
- 1464 Ashikaga Yoshimi ra giúp rập anh ruột là Yoshimasa.
- 1465 Tomi-ko hạ sinh Ashikaga Yoshihisa
- 1466 Yamana Sōzen và Hosokawa Katsumoto kéo quân về sát kinh thành Kyoto.

Chiến sự bắt đầu 
- 1467 Chiến tranh Ōnin bùng nổ. Nhà Yamana bị kết tội là nghịch thần. Tháng 11, chùa Shōkokuji (ja:相国寺 Tướng Quốc Tự) bị tàn phá.
- 1468 Yoshimi ngả về phe Yamana.
- 1469 Yoshimasa lập Yoshihisa ở ngôi kế vị.
- 1471 Lực lượng Phật giáo Tịnh độ chân tông Ikkō-ikki bành trướng ở miền Bắc. Asakura Toshikage nhậm chức shugo (Thủ hộ) tỉnh Echizen.[10]
- 1473 Yamana và Hosokawa đều qua đời. Yoshimasa thoái vị.
- 1477 Họ Ōuchi triệt thoái khỏi Kyoto. Chiến tranh Ōnin kết thúc.

Hậu quả
- 1485 Nông dân ở Yamashiro nổi loạn
- 1489 Yoshihisa mất.
- 1490 Yoshimasa mất. Ashikaga Yoshitane lên ngôi shogun.
- 1492 Hōjō Sōun chiếm cứ lấy Izu.
- 1493 Yoshitane bị lật đổ.
- 1494 Hosokawa Masamoto nắm chức Kanrei (Quản lệnh) kinh thành Kyoto.
- 1495 Sōun đánh chiếm Odawara.
- 1508 Ōuchi tái lập Yoshitane làm Shogun.
- 1542 Hōjō Ujiyasu chiến thắng dòng họ Uesugi ở Kawagoe.
- 1551 Ōuchi bại trận trong Trận Miyajima đánh nhau với Sue Harukata.
- 1554 Mōri thừa hưởng đất đai và quyền lực của nhà Ōuchi.
- 1555 Uesugi Kenshin và Takeda Shingen giao chiến ở Kawanakajima
- 1560 Oda Nobunaga chiến thắng tại Okehazama.